# Världscupen i alpin skidåkning
Världscupen i alpin skidåkning är en årlig tävlingsserie i utförsåkning på skidor med tävlingar i olika delar hela världen, främst i Europa och Nordamerika, som arrangeras av det internationella skidsportförbundet FIS. Tävlingssäsongen är anpassad efter norra halvklotets vinter, så att den inleds i slutet av oktober och pågår till mitten av mars kommande kalenderår.
Tävlingarna föreslogs 1966 av den franske journalisten Serge Lang och de alpina skidsportlandslagsledarna från Frankrike, Honore Bonnet, och USA, Bob Beattie. Förslaget stöddes snart av FIS-ordförande Marc Hodler under världsmästerskapen i alpin skidsport 1966 i Portillo i Chile och blev ett officiellt FIS-evenemang 1967 på FIS-kongressen i Beirut. De första tävlingarna gällde slalom och kördes i dåvarande Västtyskland den 5 januari 1967 med herrtävlingar i Oberstaufen och damtävlingar i Berchtesgaden. Jean-Claude Killy från Frankrike vann herrarnas totala världscup under debutsäsongen medan Nancy Greene från Kanada vann damernas totala världscup samma säsong. Första säsongen med tävlingar före nyår var 1968–1969.
De flesta loppen körs i vintersportorter i de europeiska Alperna, med några tävlingar i Norden, Nordamerika och Östasien, och man tävlar i slalom, storslalom, störtlopp, kombination och super-G. Ursprungligen kördes bara slalom, storslalom och störtlopp, medan kombination infördes säsongen 1974/1975 och super-G säsongen 1982/1983.
Vissa anser att en slutseger i den totala världscupen väger tyngre än en olympisk guldmedalj eller världsmästartitel, eftersom världscupen kräver att åkaren håller en extremt hög nivå i olika tävlingsgrenar under en hela säsong, och inte bara i ett enda lopp.
Formatet har från 1970-talet och framåt inspirerat framför allt flera andra i grunden individuella vintersporter, även om dessa brukar hålla herr- och damtävlingar på samma datum och ort, vilket vanligtvis inte tillämpas i världscupen i alpin skidåkning.
På nivån under världscupen finns fem kontinentalcuper: Europacupen, Nor-Am Cup (i Kanada och USA), Far East Cup (i Kina, Sydkorea och Japan), South American Cup (i Chile och Argentina) samt Australia New Zealand Cup.  Det är inte ovanligt att en världscupåkare också deltar i tävlingar på denna lägre nivå, för att få kvalificerad träning när det är uppehåll för den åkarens specialgrenar i världscupen.

## Slutsegrare

### Herrar

#### Totalt
| - 1967 - Jean Claude Killy, Frankrike - 1968 - Jean Claude Killy, Frankrike - 1969 - Karl Schranz, Österrike - 1970 - Karl Schranz, Österrike - 1971 - Gustavo Thöni, Italien - 1972 - Gustavo Thöni, Italien - 1973 - Gustavo Thöni, Italien - 1974 - Piero Gros, Italien - 1975 - Gustavo Thöni, Italien - 1976 - Ingemar Stenmark, Sverige - 1977 - Ingemar Stenmark, Sverige - 1978 - Ingemar Stenmark, Sverige - 1979 - Peter Lüscher, Schweiz - 1980 - Andreas Wenzel, Liechtenstein - 1981 - Phil Mahre, USA - 1982 - Phil Mahre, USA - 1983 - Phil Mahre, USA | - 1984 - Pirmin Zurbriggen, Schweiz - 1985 - Marc Girardelli, Luxemburg - 1986 - Marc Girardelli, Luxemburg - 1987 - Pirmin Zurbriggen, Schweiz - 1988 - Pirmin Zurbriggen, Schweiz - 1989 - Marc Girardelli, Luxemburg - 1990 - Pirmin Zurbriggen, Schweiz - 1991 - Marc Girardelli, Luxemburg - 1992 - Paul Accola, Schweiz - 1993 - Marc Girardelli, Luxemburg - 1994 - Kjetil Andre Aamodt, Norge - 1995 - Alberto Tomba, Italien - 1996 - Lasse Kjus, Norge - 1997 - Luc Alphand, Frankrike - 1998 - Hermann Maier, Österrike - 1999 - Lasse Kjus, Norge - 2000 - Hermann Maier, Österrike | - 2001 - Hermann Maier, Österrike - 2002 - Stephan Eberharter, Österrike - 2003 - Stephan Eberharter, Österrike - 2004 - Hermann Maier, Österrike - 2005 - Bode Miller, USA - 2006 - Benjamin Raich, Österrike - 2007 - Aksel Lund Svindal, Norge - 2008 - Bode Miller, USA - 2009 - Aksel Lund Svindal, Norge - 2010 - Carlo Janka, Schweiz - 2011 - Ivica Kostelic, Kroatien - 2012 - Marcel Hirscher, Österrike - 2013 - Marcel Hirscher, Österrike - 2014 - Marcel Hirscher, Österrike - 2015 - Marcel Hirscher, Österrike - 2016 - Marcel Hirscher, Österrike - 2017 - Marcel Hirscher, Österrike - 2018 - Marcel Hirscher, Österrike - 2019 - Marcel Hirscher, Österrike - 2020 - Aleksander Aamodt Kilde, Norge - 2021 - Alexis Pinturault, Frankrike - 2022 - Marco Odermatt, Schweiz - 2023 - Marco Odermatt, Schweiz - 2024 - Marco Odermatt, Schweiz |

#### Slalom
| - 1967 - Jean Claude Killy, Frankrike - 1968 - Dumeng Giovanoli, Schweiz - 1969 - Alfred Matt, Österrike/Jean Noel Augert, Frankrike/Alain Penz, Patrick Russel, Frankrike - 1970 - Alain Penz, Patrick Russel, Frankrike - 1971 - Jean Noel Augert, Frankrike - 1972 - Jean Noel Augert, Frankrike - 1973 - Gustavo Thöni, Italien - 1974 - Gustavo Thöni, Italien - 1975 - Ingemar Stenmark, Sverige - 1976 - Ingemar Stenmark, Sverige - 1977 - Ingemar Stenmark, Sverige - 1978 - Ingemar Stenmark, Sverige - 1979 - Ingemar Stenmark, Sverige - 1980 - Ingemar Stenmark, Sverige - 1981 - Ingemar Stenmark, Sverige - 1982 - Phil Mahre, USA - 1983 - Ingemar Stenmark, Sverige/Stig Strand, Sverige | - 1984 - Marc Girardelli, Luxemburg - 1985 - Marc Girardelli, Luxemburg - 1986 - Rok Petrovič, Jugoslavien - 1987 - Bojan Krizaj, Jugoslavien - 1988 - Alberto Tomba, Italien - 1989 - Armin Bittner, Västtyskland - 1990 - Armin Bittner, Västtyskland - 1991 - Marc Girardelli, Luxemburg - 1992 - Alberto Tomba, Italien - 1993 - Thomas Fogdö, Sverige - 1994 - Alberto Tomba, Italien - 1995 - Alberto Tomba, Italien - 1996 - Sébastien Amiez, Frankrike - 1997 - Thomas Sykora, Österrike - 1998 - Thomas Sykora, Österrike - 1999 - Thomas Stangassinger, Österrike - 2000 - Kjetil Andre Aamodt, Norge | - 2001 - Benjamin Raich, Österrike - 2002 - Ivica Kostelić, Kroatien - 2003 - Kalle Palander, Finland - 2004 - Rainer Schönfelder, Österrike - 2005 - Benjamin Raich, Österrike - 2006 - Giorgio Rocca, Italien - 2007 - Benjamin Raich, Österrike - 2008 - Manfred Mölgg, Italien - 2009 - Jean-Baptiste Grange, Frankrike - 2010 - Reinfried Herbst, Österrike - 2011 - Ivica Kostelic, Kroatien - 2012 - André Myhrer, Sverige - 2013 - Marcel Hirscher, Österrike - 2014 - Marcel Hirscher, Österrike - 2015 - Marcel Hirscher, Österrike - 2016 - Henrik Kristoffersen, Norge - 2017 - Marcel Hirscher, Österrike - 2018 - Marcel Hirscher, Österrike - 2019 - Marcel Hirscher, Österrike - 2020 - Henrik Kristoffersen, Norge - 2021 - Marco Schwarz, Österrike - 2022 - Henrik Kristoffersen, Norge - 2023 - Lucas Braathen, Norge - 2024 - Manuel Feller, Österrike |

#### Storslalom
| - 1967 - Jean Claude Killy, Frankrike - 1968 - Jean Claude Killy, Frankrike - 1969 - Karl Schranz, Österrike - 1970 - Gustavo Thöni, Italien - 1971 - Patrick Russel, Frankrike/Gustavo Thöni, Italien - 1972 - Gustavo Thöni, Italien - 1973 - Hans Hinterseer, Österrike - 1974 - Piero Gros, Italien - 1975 - Ingemar Stenmark, Sverige - 1976 - Ingemar Stenmark, Sverige - 1977 - Heini Hemmi, Schweiz/Ingemar Stenmark, Sverige - 1978 - Ingemar Stenmark, Sverige - 1979 - Ingemar Stenmark, Sverige - 1980 - Ingemar Stenmark, Sverige - 1981 - Ingemar Stenmark, Sverige - 1982 - Phil Mahre, USA - 1983 - Phil Mahre, USA | - 1984 - Ingemar Stenmark, Sverige/Pirmin Zurbriggen, Schweiz - 1985 - Marc Girardelli, Luxemburg - 1986 - Joel Gaspoz, Schweiz - 1987 - Joel Gaspoz, Schweiz/Pirmin Zurbriggen, Schweiz - 1988 - Alberto Tomba, Italien - 1989 - Ole Kristian Furuseth, Norge/Pirmin Zurbriggen, Schweiz - 1990 - Ole Kristian Furuseth, Norge/Günther Mader, Österrike - 1991 - Alberto Tomba, Italien - 1992 - Alberto Tomba, Italien - 1993 - Kjetil Andre Aamodt, Norge - 1994 - Christian Mayer, Österrike - 1995 - Alberto Tomba, Italien - 1996 - Michael von Grünigen, Schweiz - 1997 - Michael von Grünigen, Schweiz - 1998 - Hermann Maier, Österrike - 1999 - Michael von Grünigen, Schweiz - 2000 - Hermann Maier, Österrike | - 2001 - Hermann Maier, Österrike - 2002 - Frederic Covili, Frankrike - 2003 - Michael von Grünigen, Schweiz - 2004 - Bode Miller, USA - 2005 - Benjamin Raich, Österrike - 2006 - Benjamin Raich, Österrike - 2007 - Aksel Lund Svindal, Norge - 2008 - Ted Ligety, USA - 2009 - Didier Cuche, Schweiz - 2010 - Ted Ligety, USA - 2011 - Ted Ligety, USA - 2012 - Marcel Hirscher, Österrike - 2013 - Ted Ligety, USA - 2014 - Ted Ligety, USA - 2015 - Marcel Hirscher, Österrike - 2016 - Marcel Hirscher, Österrike - 2017 - Marcel Hirscher, Österrike - 2018 - Marcel Hirscher, Österrike - 2019 - Marcel Hirscher, Österrike - 2020 - Henrik Kristoffersen, Norge - 2021 - Alexis Pinturault, Frankrike - 2022 - Marco Odermatt, Schweiz - 2023 - Marco Odermatt, Schweiz - 2024 - Marco Odermatt, Schweiz |

#### Super-G
| - 1986 - Markus Wasmeier, Västtyskland - 1987 - Pirmin Zurbriggen, Schweiz - 1988 - Pirmin Zurbriggen, Schweiz - 1989 - Pirmin Zurbriggen, Schweiz - 1990 - Pirmin Zurbriggen, Schweiz - 1991 - Franz Heinzer, Schweiz - 1992 - Paul Accola, Schweiz - 1993 - Kjetil Andre Aamodt, Norge - 1994 - Jan Einar Thorsen, Norge - 1995 - Peter Runggaldier, Italien - 1996 - Atle Skaardal, Norge | - 1997 - Luc Alphand, Frankrike - 1998 - Hermann Maier, Österrike - 1999 - Hermann Maier, Österrike - 2000 - Hermann Maier, Österrike - 2001 - Hermann Maier, Österrike - 2002 - Stephan Eberharter, Österrike - 2003 - Stephan Eberharter, Österrike - 2004 - Hermann Maier, Österrike - 2005 - Bode Miller, USA - 2006 - Aksel Lund Svindal, Norge | - 2007 - Bode Miller, USA - 2008 - Hannes Reichelt, Österrike - 2009 - Aksel Lund Svindal, Norge - 2010 - Erik Guay, Kanada - 2011 - Didier Cuche, Schweiz - 2012 - Aksel Lund Svindal, Norge - 2013 - Aksel Lund Svindal, Norge - 2014 - Aksel Lund Svindal, Norge - 2015 - Kjetil Jansrud, Norge - 2016 - Aleksander Aamodt Kilde, Norge - 2017 - Kjetil Jansrud, Norge - 2018 - Kjetil Jansrud, Norge - 2019 - Dominik Paris, Italien - 2020 - Mauro Caviezel, Schweiz - 2021 - Vincent Kriechmayr, Österrike - 2022 - Aleksander Aamodt Kilde, Norge - 2023 - Marco Odermatt, Schweiz |

#### Alpin kombination
| - 1976 - Walter Tresch, Schweiz - 1977 - Sepp Ferstl, Västtyskland - 1978 - - - 1979 - Andreas Wenzel, Liechtenstein - 1980 - Phil Mahre, USA - 1981 - Phil Mahre, USA - 1982 - Phil Mahre, USA - 1983 - Phil Mahre, USA | - 1984 - Andreas Wenzel, Liechtenstein - 1985 - Andreas Wenzel, Liechtenstein - 1986 - Pirmin Zurbriggen, Schweiz - 1987 - Pirmin Zurbriggen, Schweiz - 1988 - Hubert Strolz, Österrike - 1989 - Marc Girardelli, Luxemburg - 1990 - Pirmin Zurbriggen, Schweiz - 1991 - Marc Girardelli, Luxemburg - 1992 - Paul Accola, Schweiz - 1993 - Marc Girardelli, Luxemburg - 1994 - Lasse Kjus, Norge/Kjetil André Aamod, Norge - 1995 - Marc Girardelli, Luxemburg - 1996 - Günther Mader, Österrike - 1997 - Kjetil André Aamod, Norge - 1998 - Werner Franz, Österrike - 1999 - Lasse Kjus, Norge/Kjetil André Aamod, Norge - 2000 - Kjetil André Aamod, Norge | - 2001 - Lasse Kjus, Norge - 2002 - Kjetil André Aamod, Norge - 2003 - Bode Miller, USA - 2004 - Bode Miller, USA - 2005 - Benjamin Raich, Österrike - 2006 - Benjamin Raich, Österrike - 2007 - Aksel Lund Svindal, Norge - 2008 - Bode Miller, USA - 2009 - Carlo Janka, Schweiz - 2010 - Benjamin Raich, Österrike - 2011 - Ivica Kostelić, Kroatien - 2012 - Ivica Kostelić, Kroatien - 2013 - Ivica Kostelić, Kroatien/Alexis Pinturault, Frankrike - 2014 - Ted Ligety , USA/Alexis Pinturault, Frankrike - 2015 - Carlo Janka, Schweiz - 2016 - Alexis Pinturault, Frankrike - 2017 - Alexis Pinturault, Frankrike - 2018 - Peter Fill, Italien - 2019 - Alexis Pinturault, Frankrike - 2020 - Alexis Pinturault, Frankrike |

#### Störtlopp
| - 1967 - Jean Claude Killy, Frankrike - 1968 - Gerhard Nenning, Österrike - 1969 - Carl Cordin, Österrike/Karl Schranz, Österrike - 1970 - Karl Schranz, Österrike - 1971 - Bernhard Russi, Schweiz - 1972 - Bernhard Russi, Schweiz - 1973 - Rolland Collombin, Schweiz - 1974 - Rolland Collombin, Schweiz - 1975 - Franz Klammer, Österrike - 1976 - Franz Klammer, Österrike - 1977 - Franz Klammer, Österrike - 1978 - Franz Klammer, Österrike - 1979 - Peter Müller, Schweiz - 1980 - Peter Müller, Schweiz - 1981 - Harti Weirather, Österrike - 1982 - Peter Müller, Schweiz/Steve Podborski, Kanada - 1983 - Franz Klammer, Österrike | - 1984 - Urs Raber, Schweiz - 1985 - Helmut Hoflehner, Österrike - 1986 - Peter Wirnsberger, Österrike - 1987 - Pirmin Zurbriggen, Schweiz - 1988 - Pirmin Zurbriggen, Schweiz - 1989 - Marc Girardelli, Luxemburg - 1990 - Helmut Hoflehner, Österrike - 1991 - Franz Heinzer, Schweiz - 1992 - Franz Heinzer, Schweiz - 1993 - Franz Heinzer, Schweiz - 1994 - Marc Girardelli, Luxemburg - 1995 - Luc Alphand, Frankrike - 1996 - Luc Alphand, Frankrike - 1997 - Luc Alphand, Frankrike - 1998 - Andreas Schifferer, Österrike - 1999 - Lasse Kjus, Norge - 2000 - Hermann Maier, Österrike | - 2001 - Hermann Maier, Österrike - 2002 - Stephan Eberharter, Österrike - 2003 - Stephan Eberharter, Österrike - 2004 - Stephan Eberharter, Österrike - 2005 - Michael Walchhofer, Österrike - 2006 - Michael Walchhofer, Österrike - 2007 - Didier Cuche, Schweiz - 2008 - Didier Cuche, Schweiz - 2009 - Michael Walchhofer, Österrike - 2010 - Didier Cuche, Schweiz - 2011 - Didier Cuche, Schweiz - 2012 - Klaus Kröll, Österrike - 2013 - Aksel Lund Svindal, Norge - 2014 - Aksel Lund Svindal, Norge - 2015 - Kjetil Jansrud, Norge - 2016 - Peter Fill, Italien - 2017 - Peter Fill, Italien - 2018 - Beat Feuz, Schweiz - 2019 - Beat Feuz, Schweiz - 2020 - Beat Feuz, Schweiz - 2021 - Beat Feuz, Schweiz - 2022 - Aleksander Aamodt Kilde, Norge - 2023 - Aleksander Aamodt Kilde, Norge |

### Damer

#### Totalt
| - 1967 - Nancy Greene, Kanada - 1968 - Nancy Greene, Kanada - 1969 - Gertrude Gabl, Österrike - 1970 - Michele Jacot, Frankrike - 1971 - Annemarie Pröll, Kanada - 1972 - Annemarie Pröll, Österrike - 1973 - Annemarie Pröll, Österrike - 1974 - Annemarie Pröll, Österrike - 1975 - Annemarie Pröll, Österrike - 1976 - Rosi Mittermaier, Västtyskland - 1977 - Lise Marie Morerod, Schweiz - 1978 - Hanni Wenzel, Liechtenstein - 1979 - Annemarie Pröll, Österrike - 1980 - Hanni Wenzel, Liechtenstein - 1981 - Marie-Theres Nadig, Schweiz - 1982 - Erika Hess, Schweiz - 1983 - Tamara McKinney, USA | - 1984 - Erika Hess, Schweiz - 1985 - Michela Figini, Schweiz - 1986 - Maria Walliser, Schweiz - 1987 - Maria Walliser, Schweiz - 1988 - Michela Figini, Schweiz - 1989 - Vreni Schneider, Schweiz - 1990 - Petra Kronberger, Österrike - 1991 - Petra Kronberger, Österrike - 1992 - Petra Kronberger, Österrike - 1993 - Anita Wachter, Österrike - 1994 - Vreni Schneider, Schweiz - 1995 - Vreni Schneider, Schweiz - 1996 - Katja Seizinger, Tyskland - 1997 - Pernilla Wiberg, Sverige - 1998 - Katja Seizinger, Tyskland - 1999 - Alexandra Meissnitzer, Österrike - 2000 - Renate Götschl, Österrike | - 2001 - Janica Kostelić, Kroatien - 2002 - Michaela Dorfmeister, Österrike - 2003 - Janica Kostelić, Kroatien - 2004 - Anja Pärson, Sverige - 2005 - Anja Pärson, Sverige - 2006 - Janica Kostelić, Kroatien - 2007 - Nicole Hosp, Österrike - 2008 - Lindsey Vonn, USA - 2009 - Lindsey Vonn, USA - 2010 - Lindsey Vonn, USA - 2011 - Maria Riesch, Tyskland - 2012 - Lindsey Vonn, USA - 2013 - Tina Maze, Slovenien - 2014 - Anna Fenninger, Österrike - 2015 - Anna Fenninger, Österrike - 2016 - Lara Gut, Schweiz - 2017 - Mikaela Shiffrin, USA - 2018 - Mikaela Shiffrin, USA - 2019 - Mikaela Shiffrin, USA - 2020 - Federica Brignone, Italien - 2021 - Petra Vlhová, Slovakien - 2022 - Mikaela Shiffrin, USA - 2023 - Mikaela Shiffrin, USA |

#### Slalom
| - 1967 - Marielle Goitschel, Frankrike/Annie Famose, Frankrike - 1968 - Marielle Goitschel, Frankrike - 1969 - Gertrude Gabl, Österrike - 1970 - Ingrid Lafforgue, Frankrike - 1971 - Britt Lafforgue, Frankrike/Betsy Clifford, Kanada - 1972 - Britt Lafforgue, Frankrike - 1973 - Patricia Emonet, Frankrike - 1974 - Christa Zechmeister, Västtyskland - 1975 - Lise-Marie Morerod, Schweiz - 1976 - Rosi Mittermaier, Västtyskland - 1977 - Lise-Marie Morerod, Schweiz - 1978 - Hanni Wenzel, Liechtenstein - 1979 - Regina Sackl, Österrike - 1980 - Perrine Pelen, Frankrike - 1981 - Erika Hess, Schweiz - 1982 - Erika Hess, Schweiz - 1983 - Erika Hess, Schweiz | - 1984 - Tamara McKinney, USA - 1985 - Erika Hess, Schweiz - 1986 - Erika Hess, Schweiz/Roswhita Steiner, Österrike - 1987 - Corinna Schmidhauser, Schweiz - 1988 - Roswhita Steiner, Österrike - 1989 - Vreni Schneider, Schweiz - 1990 - Vreni Schneider, Schweiz - 1991 - Petra Kronberger, Österrike - 1992 - Vreni Schneider, Schweiz - 1993 - Vreni Schneider, Schweiz - 1994 - Vreni Schneider, Schweiz - 1995 - Vreni Schneider, Schweiz - 1996 - Elfi Eder, Österrike - 1997 - Pernilla Wiberg, Sverige - 1998 - Ylva Nowen, Sverige - 1999 - Sabine Egger, Österrike - 2000 - Spela Pretnar, Slovenien | - 2001 - Janica Kostelić, Kroatien - 2002 - Laure Pequegnot, Frankrike - 2003 - Janica Kostelić, Kroatien - 2004 - Anja Pärson, Sverige - 2005 - Tanja Poutiainen, Finland - 2006 - Janica Kostelić, Kroatien - 2007 - Marlies Schild, Österrike - 2008 - Marlies Schild, Österrike - 2009 - Maria Riesch, Tyskland - 2010 - Maria Riesch, Tyskland - 2011 - Marlies Schild, Österrike - 2012 - Marlies Schild, Österrike - 2013 - Mikaela Shiffrin, USA - 2014 - Mikaela Shiffrin, USA - 2015 - Mikaela Shiffrin, USA - 2016 - Frida Hansdotter, Sverige - 2017 - Mikaela Shiffrin, USA - 2018 - Mikaela Shiffrin, USA - 2019 - Mikaela Shiffrin, USA - 2020 - Petra Vlhová, Slovakien - 2021 - Katharina Liensberger, Österrike - 2022 - Mikaela Shiffrin, USA - 2023 - Mikaela Shiffrin, USA - 2024 - Mikaela Shiffrin, USA |

#### Storslalom
| - 1967 - Nancy Greene, Kanada - 1968 - Nancy Greene, Kanada - 1969 - Marilyn Cochran, USA - 1970 - Michelle Jacot, Frankrike/Francoise Macchi, Frankrike - 1971 - Annemarie Moser-Pröll, Österrike - 1972 - Annemarie Moser-Pröll, Österrike - 1973 - Monika Kaserer, Österrike - 1974 - Hanni Wenzel, Liechtenstein - 1975 - Annemarie Moser-Pröll, Österrike - 1976 - Lise-Marie Morerod, Schweiz - 1977 - Lise-Marie Morerod, Schweiz - 1978 - Lise-Marie Morerod, Schweiz - 1979 - Christa Kinshofer, Västtyskland - 1980 - Hanni Wenzel, Liechtenstein - 1981 - Tamara McKinney, USA - 1982 - Irene Epple, Västtyskland - 1983 - Tamara McKinney, USA | - 1984 - Erika Hess, Schweiz - 1985 - Michela Figini, Schweiz/Marina Kiehl, Västtyskland - 1986 - Vreni Schneider, Schweiz - 1987 - Vreni Schneider, Schweiz/Maria Walliser, Schweiz - 1988 - Mateja Svet, Jugoslavien - 1989 - Vreni Schneider, Schweiz - 1990 - Anita Wachter, Österrike - 1991 - Vreni Schneider, Schweiz - 1992 - Carole Merle, Frankrike - 1993 - Carole Merle, Frankrike - 1994 - Anita Wachter, Österrike - 1995 - Vreni Schneider, Schweiz - 1996 - Martina Ertl, Tyskland - 1997 - Deborah Compagnoni, Italien - 1998 - Martina Ertl, Tyskland - 1999 - Alexandra Meissnitzer, Österrike - 2000 - Michaela Dorfmeister, Österrike | - 2001 - Sonja Nef, Schweiz - 2002 - Sonja Nef, Schweiz - 2003 - Anja Pärson, Sverige - 2004 - Anja Pärson, Sverige - 2005 - Tanja Poutiainen, Finland - 2006 - Anja Pärson, Sverige - 2007 - Nicole Hosp, Österrike - 2008 - Denise Karbon, Italien - 2009 - Tanja Poutiainen, Finland - 2010 - Kathrin Hölzl, Tyskland - 2011 - Viktoria Rebensburg, Tyskland - 2012 - Viktoria Rebensburg, Tyskland - 2013 - Tina Maze, Slovenien - 2014 - Anna Fenninger, Österrike - 2015 - Anna Fenninger, Österrike - 2016 - Eva-Maria Brem, Österrike - 2017 - Tessa Worley, Frankrike - 2018 - Viktoria Rebensburg, Tyskland - 2019 - Mikaela Shiffrin, USA - 2020 - Federica Brignone, Italien - 2021 - Marta Bassimo, Italien - 2022 - Tessa Worley, Frankrike - 2023 - Mikaela Shiffrin, USA |

#### Super-G
| - 1986 - Marina Kiehl, Västtyskland - 1987 - Maria Walliser, Schweiz - 1988 - Michela Figini, Schweiz - 1989 - Carole Merle, Frankrike - 1990 - Carole Merle, Frankrike - 1991 - Carole Merle, Frankrike - 1992 - Carole Merle, Frankrike - 1993 - Katja Seizinger, Tyskland - 1994 - Katja Seizinger, Tyskland - 1995 - Katja Seizinger, Tyskland - 1996 - Katja Seizinger, Tyskland | - 1997 - Hilde Gerg, Tyskland - 1998 - Katja Seizinger, Tyskland - 1999 - Alexandra Meissnitzer, Österrike - 2000 - Renate Götschl, Österrike - 2001 - Regine Cavagnoud, Frankrike - 2002 - Hilde Gerg, Tyskland - 2003 - Carole Montillet, Frankrike - 2004 - Renate Götschl, Österrike - 2005 - Michaela Dorfmeister, Österrike - 2006 - Michaela Dorfmeister, Österrike | - 2007 - Renate Götschl, Österrike - 2008 - Maria Riesch, Tyskland - 2009 - Lindsey Vonn, USA - 2010 - Lindsey Vonn, USA - 2011 - Lindsey Vonn, USA - 2012 - Lindsey Vonn, USA - 2013 - Tina Maze, Slovenien - 2014 - Lara Gut, Schweiz - 2015 - Lindsey Vonn, USA - 2016 - Lara Gut, Schweiz - 2017 - Tina Weirather, Liechtenstein - 2018 - Tina Weirather, Liechtenstein - 2019 - Mikaela Shiffrin, USA - 2020 - Corinne Suter, Schweiz - 2021 - Lara Gut-Behrami, Schweiz - 2022 - Federica Brignone, Italien - 2023 - Lara Gut-Behrami, Schweiz |

#### Störtlopp
| - 1967 - Marielle Goitschel, Frankrike - 1968 - Isabelle Mir, Frankrike/Olga Pall, Österrike - 1969 - Wiltrud Drexel, Frankrike - 1970 - Isabelle Mir, Frankrike - 1971 - Annemarie Moser-Pröll, Österrike - 1972 - Annemarie Moser-Pröll, Österrike - 1973 - Annemarie Moser-Pröll, Österrike - 1974 - Annemarie Moser-Pröll, Österrike - 1975 - Annemarie Moser-Pröll, Österrike - 1976 - Brigitte Totschnig, Österrike - 1977 - Brigitte Totschnig, Österrike - 1978 - Annemarie Moser-Pröll, Österrike - 1979 - Annemarie Moser-Pröll, Österrike - 1980 - Marie-Theres Nadig, Schweiz - 1981 - Marie-Theres Nadig, Schweiz - 1982 - Marie-Cecile Gros-Gaudenier, Frankrike - 1983 - Doris de Agostini, Schweiz | - 1984 - Maria Walliser, Schweiz - 1985 - Michela Figini, Schweiz - 1986 - Maria Walliser, Schweiz - 1987 - Michela Figini, Schweiz - 1988 - Michela Figini, Schweiz - 1989 - Michela Figini, Schweiz - 1990 - Katharina Gutensohn, Västtyskland - 1991 - Chantal Bournissen, Schweiz - 1992 - Katja Seizinger, Tyskland - 1993 - Katja Seizinger, Tyskland - 1994 - Katja Seizinger, Tyskland - 1995 - Picabo Street, USA - 1996 - Picabo Street, USA - 1997 - Renate Götschl, Österrike - 1998 - Katja Seizinger, Tyskland - 1999 - Renate Götschl, Österrike - 2000 - Regina Häusl, Tyskland | - 2001 - Isolde Kostner, Italien - 2002 - Isolde Kostner, Italien - 2003 - Michaela Dorfmeister, Österrike - 2004 - Renate Götschl, Österrike - 2005 - Renate Götschl, Österrike - 2006 - Michaela Dorfmeister, Österrike - 2007 - Renate Götschl, Österrike - 2008 - Lindsey Vonn, USA - 2009 - Lindsey Vonn, USA - 2010 - Lindsey Vonn, USA - 2011 - Lindsey Vonn, USA - 2012 - Lindsey Vonn, USA - 2013 - Lindsey Vonn, USA - 2014 - Maria Höfl-Riesch, Tyskland - 2015 - Lindsey Vonn, USA - 2016 - Lindsey Vonn, USA - 2017 - Ilka Štuhec, Slovenien - 2018 - Sofia Goggia, Italien - 2019 - Nicole Schmidhofer, Österrike - 2020 - Corinne Suter, Schweiz - 2021 - Sofia Goggia, Italien - 2022 - Sofia Goggia, Italien - 2023 - Sofia Goggia, Italien |

#### Alpin kombination
| - 1975 - Annemarie Moser-Pröll, Österrike - 1976 - Rosi Mittermaier, Västtyskland - 1977 - Hanni Wenzel, Liechtenstein - 1978 - - 1979 - Annemarie Moser-Pröll, Österrike - 1980 - Hanni Wenzel, Liechtenstein - 1981 - Marie-Theres Nadig, Schweiz - 1982 - Irene Epple, Västtyskland - 1983 - Hanni Wenzel, Liechtenstein | - 1984 - Erika Hess, land - 1985 - Brigitte Oertli, Schweiz - 1986 - Maria Walliser, Schweiz - 1987 - Brigitte Oertli, Schweiz - 1988 - Brigitte Oertli, Schweiz - 1989 - Brigitte Oertli, Schweiz - 1990 - Anita Wachter, Österrike - 1991 - Sabine Ginther, Österrike/France Florence Masnad, Frankrike - 1992 - Sabine Ginther, Österrike - 1993 - Sabine Ginther, Österrike - 1994 - Pernilla Wiberg, Sverige - 1995 - Pernilla Wiberg, Sverige - 1996 - Anita Wachter, Österrike - 1997 - Pernilla Wiberg, Sverige - 1998 - Hilde Gerg, Tyskland - 1999 - Hilde Gerg, Tyskland - 2000 - Renate Götschl, Österrike | - 2001 - Janica Kostelić, Kroatien - 2002 - Renate Götschl, Österrike - 2003 - Janica Kostelić, Kroatien - 2004 - - 2005 - Janica Kostelić, Kroatien - 2006 - Janica Kostelić, Kroatien - 2007 - Marlies Schild, Österrike - 2008 - Maria Riesch, Tyskland - 2009 - Anja Pärson, Sverige - 2010 - Lindsey Vonn, USA - 2011 - Lindsey Vonn, USA - 2012 - Lindsey Vonn, USA - 2013 - Tina Maze, Slovenien - 2014 - Marie-Michele Gagnon, Kanada - 2015 - Anna Fenninger, Österrike - 2016 - Wendy Holdener, Schweiz - 2017 - Ilka Štuhec, Slovenien - 2018 - Wendy Holdener, Schweiz - 2019 - Federica Brignone, Italien - 2020 - Federica Brignone, Italien - 2021 - - 2022 - - 2023 - - 2024 - |

## Deltävlingar
Flest deltävlingssegrar i Världscupen
(uppdaterad 8 september 2014).

### Herrar
Källa:
| Namn                     | Antal segrar |
| ------------------------ | ------------ |
| Ingemar Stenmark (SWE)   | 86           |
| Marcel Hirscher (AUT)    | 67           |
| Hermann Maier (AUT)      | 54           |
| Alberto Tomba (ITA)      | 50           |
| Marc Girardelli (LUX)    | 43           |
| Pirmin Zurbriggen (SUI)  | 40           |
| Benjamin Raich (AUT)     | 36           |
| Bode Miller (USA)        | 33           |
| Stephan Eberharter (AUT) | 29           |
| Phil Mahre (USA)         | 27           |
| Franz Klammer (AUT)      | 26           |
| Ivica Kostelic (CRO)     | 26           |

### Damer
Källa:
| Namn                        | Antal segrar |
| --------------------------- | ------------ |
| Mikaela Shiffrin (USA)      | 93           |
| Lindsey Vonn (USA)          | 82           |
| Annemarie Moser-Pröll (AUT) | 62           |
| Vreni Schneider (SUI)       | 55           |
| Renate Götschl (AUT)        | 46           |
| Anja Pärson (SWE)           | 42           |
| Marlies Schild (AUT)        | 37           |
| Katja Seizinger (GER)       | 36           |
| Hanni Wenzel (LIE)          | 33           |
| Erika Hess (SUI)            | 31           |
| Janica Kostelic (CRO)       | 30           |